# Kenneth A. Pounds
Kenneth A. Pounds est un astronome britannique. Il fut vice-président de l'Union astronomique internationale de 2000 à 2006.
L'astéroïde (4281) Pounds porte son nom.